# ニュージャージー州アスレチック・コントロール・ボード
ニュージャージー州アスレチック・コントロール・ボード（英:New Jersey State Athletic Control Board、略称：SACB・NJSACB）は、アメリカ合衆国ニュージャージー州内におけるボクシング・キックボクシング・総合格闘技などの徒手格闘技の競技を統括・管理する委員会組織。1985年設立。ニュージャージー州アスレチック・コミッション（NJAC）とも表現される。

## 概要
UFCなどで採用されている総合格闘技の統一ルールは同委員会により作成されたものであり、以後は他の州のアスレチック・コミッション等でも採用され、アメリカ、カナダ等の北米地域の多くの総合格闘技大会における共通したルールとして運用されている。